# Homiliariet från Mush

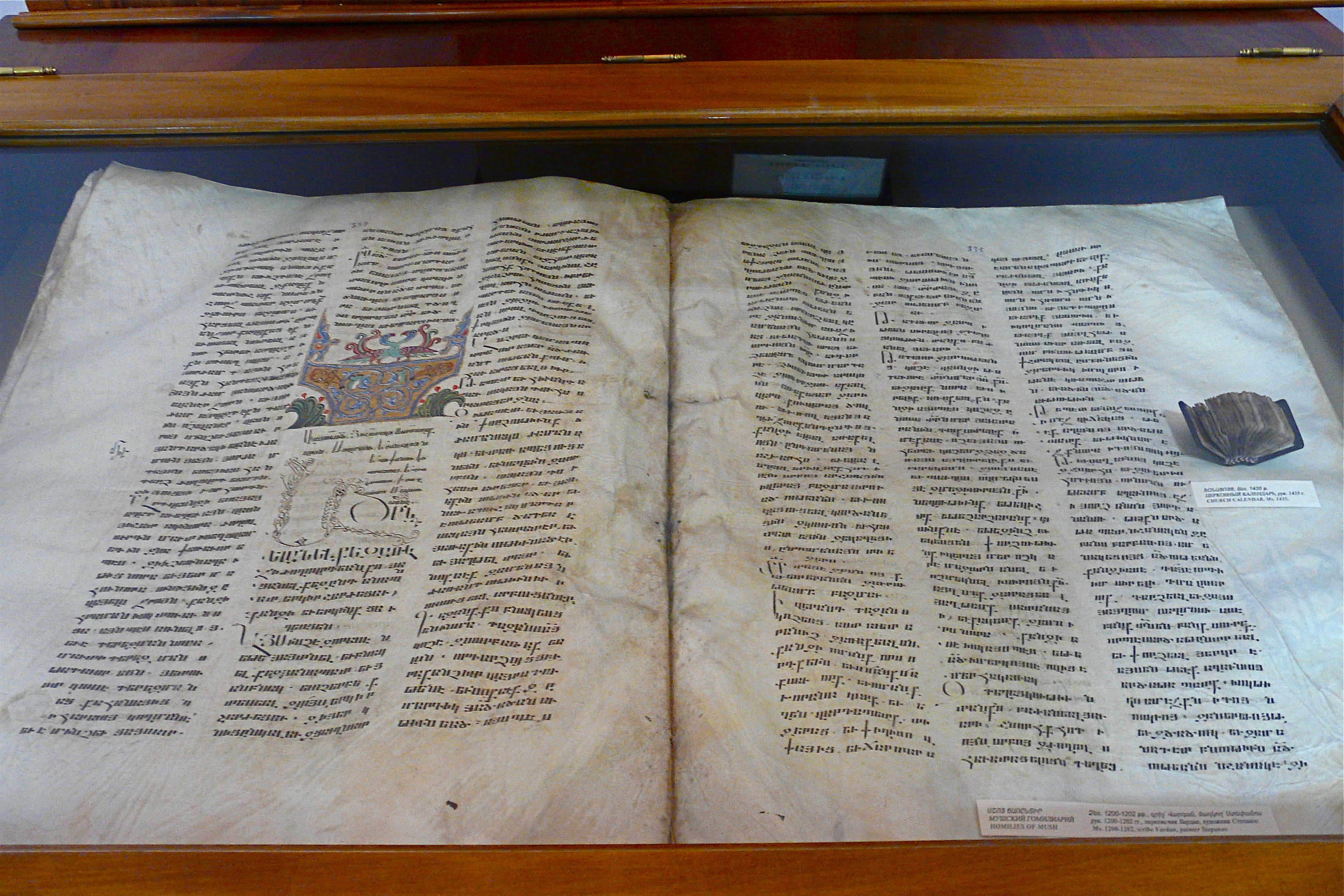
Homiliariet från Mush

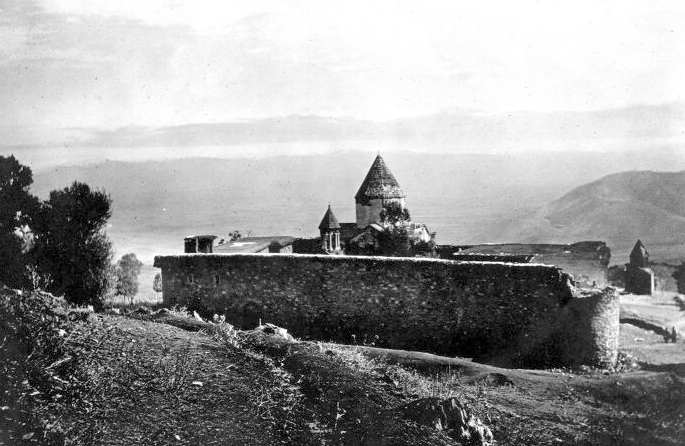
Arakolotsklostret i Mush

Homiliariet från Mush (armeniska: «Մշո ճառընտիր», Mšo Č̣aṙəntir) är ett homiliarium på armeniska.
Homiliariet från Mush är den största handskriften i Matenadaran i Jerevan i Armenien. Det innehåller tal, predikningar, panegyriker, epistlar, regler, historiska berättelser och förteckningar av armeniska helgon. Homiliariet skrevs på beställning av staden Baberds härskare Astvatsatur vid slutet av 1100-talet. Handskriften skrevs av skrivaren Vartan Karnetsi i Avagklostret nära Erzincan och illustrerades av konstnären Stephanos. Den var i huvudsak färdig 1202, förutom dagboken.
Samma år anföll och besegrade turkarna Baberd, varvid Astvatsatur dog och hans egendom plundrades. Homiliariet rövades av den turkiske domaren i Hlat. De kristna i Arakolotsklostret ("De heliga apostlarnas kloster") sydost om Mush köpte 1204 manuskriptet av honom och bevarade det i klostret till 2015. I klostret redigerades homiliariet och kompletterades med dagboksanteckningar till 2005.
Under det armeniska folkmordet 1915 togs handskriften om hand i det övergivna klostret av två armeniska kvinnor. Det delades på grund av sin vikt i två delar. Den ena delen förde de kvinnliga flyktingarna på ryggen med stor svårighet till Tbilisi. Den andra delen hittades av den ryske arméofficeren Nicholas de Goberti. Så småningom hamnade bägge delarna i handskriftsarkivet i Etjmiadzin.
Skriften är gjord på pergament av kalvskinn med måtten 70,6 x 55,5 centimeter. Handskriften bevaras i två delar. Den ena delen väger 15,2 kilogram och den andra 12,3 kilogram, tillsammans 27,5 kilogram.
Homiliariet från Mush har samlingsnummer 7729. Det består idag av 601 sidor av ursprungliga 660. En sida finns idag i Wien och 17 i Venedig. Två sidor överlämnades 1977 av Moskvas Leninbibliotek till arkivet i Jerevan.